# Označení astronomických objektů
Pro astronomy, profesionální i amatérské, je označení astronomických objektů klíčovou informací pro jejich práci: při vyhledávání objektů, jejich evidenci, výzkumu i při komunikaci s ostatními astronomy. Počet hvězd v Mléčné dráze se odhaduje na stovky miliard až bilion. Počet galaxií v pozorovatelném vesmíru je přibližně 200 miliard až 2 biliony. Toto obrovské množství hvězd je pak zdrojem různých dalších kosmických projevů, jako jsou supernovy, pulsary, černé díry i vznik planet.   
Ve starověku měly jména pouze Slunce a Měsíc, několik hvězd a planety viditelné okem. Za posledních několik set let se počet identifikovaných astronomických objektů zvýšil ze stovek na více než miliardu a každý rok jsou objevovány další. Astronomové musí být schopni přiřadit systematické označení, aby mohli všechny tyto objekty jednoznačně identifikovat, a zároveň i pojmenovat nejzajímavější objekty, případně jejich vlastnosti.
V označení objektů, o nichž astronomové diskutují, lze objevit stopy historie astronomie – historie, která začíná mytologickým výkladem oblohy, jenž se odráží v názvech souhvězdí, a pokračuje až do doby, kdy se komety pojmenovávají podle kosmických lodí a kvazary podle radioteleskopů. S přibývajícími objevy tak přibývají i jména objektů. Počet zajímavých objektů neustále roste a sledování jejich identifikací a přezdívek se stalo náročným úkolem, který je možné zvládnout jen díky celosvětovým počítačovým sítím a softwaru pro tvorbu meta‑databází.
Od počátku lidských dějin hrál jazyk fenomenální roli ve vývoji našich civilizací, a z téhož důvodu je základem samotné astronomie i to, jak používáme jazyk jako nástroj k identifikaci astronomických objektů. Stručné názvy objektů hrají významnou roli při astronomických výzkumech. Tyto identifikátory se obvykle skládají z kombinace písmen a čísel, které jednoznačně odlišují jeden nebeský objekt od druhého. Objekty mohou mít různé formáty identifikátorů (např. Vega, LAMOST J004936.62+375022.8, α Ser) kvůli různým konvencím pojmenování a standardům. Navíc některé objekty mohou mít z historických důvodu i více identifikátorů: kromě vlastního jména, např. hvězda Sirius, má také několik katalogových označení HD 48915, HR 2491, BD−16°1591, GJ 244, LHS 219, ADS 5423, LTT 2638, HIP 32349 i označení podle souhvězdí (α CMa, 9 CMa), ve kterém se nachází.
Odpovědnost za přidělování těchto názvů nelze svěřit jednotlivým zemím nebo společenstvím, protože by to vedlo k nerovnoměrnému prosazování národních zájmů či k případným kolizím různého označení stejného objektu. Zde je třeba mít neutrální řídící subjekt a tím je Mezinárodní astronomická unie (IAU). Mezinárodní astronomická unie je uznávanou autoritou v astronomii pro přidělování označení astronomickým objektům, včetně všech povrchových útvarů na nich. V reakci na potřebu jednoznačných názvů astronomických objektů vytvořila IAU od roku 1922 řadu nomenklaturních konvencí pro pojmenování astronomických objektů různého druhu.
IAU také ustanovila specializované pracovní skupiny pro různé aspekty názvosloví, například skupinu pro názvosloví planet, malých těles, blízkozemních objektů atd. Doporučení IAU nejsou v žádném případě závazná pro mezinárodní společenství, proti konvencím pro pojmenovávání však neexistuje žádný výrazný nesouhlas, protože tyto zásady usnadňují výzkum vesmíru a komunikaci mezi astronomy. Většinou se 
postupuje tak, že nový objekt dostane prozatímní označení (pomocí řetězce čísel nebo písmen) ihned po svém objevení a trvalé označení se přidělí, jakmile je k dispozici více informací o objektu. Některým význačným objektům se následně přidělují i vlastní jména, která také schvaluje IAU. Ve všech případech má přednost objevitel jakéhokoli objektu, který může příslušnému objektu přiřadit nebo navrhnout jméno.

## Hvězdy
V astronomii se hvězdy označují různými jmény, včetně katalogových označení, současných i historických vlastních jmen a cizojazyčných názvů. IAU je jedinou mezinárodně uznávanou autoritou pro přidělování astronomických označení hvězd. Jen malá část známých hvězd má vlastní jména; všechny ostatní mají pouze označení z různých katalogů nebo seznamů, případně nemají žádný identifikátor. 
Mnoho známých jmen hvězd pochází z doby před založením IAU. Další názvy, především pro proměnné hvězdy, včetně nov a supernov, neustále přibývají. Řecký astronom Hipparchos ve 2. století př. n. l. vyjmenoval asi 850 hvězd, které se dají pozorovat pouhým okem. Johann Bayer v roce 1603 jich uvedl asi dvakrát tolik a jeho označení, využívající názvy souhvězdí k identifikaci hvězd v nich, je populární i v moderní éře astronomie. Nejobsáhlejší moderní katalogy uvádějí řádově miliardy hvězd z celkového počtu 200 až 400 miliard hvězd v Mléčné dráze. Většina z nesčetných hvězd však nemá žádné jméno a je identifikována – pokud vůbec – podle katalogových čísel. 
IAU neuznává komerční praxi společností zabývajícími se prodejem hvězd a jejich jmen.

### Vlastní jména hvězd
Všechny hvězdy, které jsou vidět pouhým okem, jsou součástí Mléčné dráhy. Na noční obloze můžeme vidět jen několik tisíc hvězd, což je limit pro počet hvězd, které mohly být našimi předky pojmenovány. Pokud existují historická jména hvězd, pocházejí až na výjimky z arabského jazyka, protože Arabové hráli důležitou roli v počátcích moderní astronomie. Počet hvězd s historickými jmény se odhaduje na 300 až 350. Nejčastěji jsou pojmenovány nejjasnější hvězdy na obloze nebo hvězdy, které tvoří části souhvězdí. 
Hvězdy mohou mít více vlastních jmen, protože mnoho různých kultur je pojmenovávalo nezávisle na sobě. Například Polárka byla v různých dobách a na různých místech lidské historie známá také pod jmény Alrucaba, Angel Stern, Cynosura, Al Djedi, Mismar, Navigatoria, Phoenice, Stella Maris, Tramontana a Yilduz.
V roce 2016 IAU vytvořila Pracovní skupinu pro jména hvězd (WGSN), jejímž cílem je katalogizovat a standardizovat vlastní jména hvězd. Tato skupina vydala postupně několik bulletinů a seznamů vlastních jmen hvězd a ve spolupráci s projektem NameExoWorlds nabízí všem zemím možnost pojmenovat jednu exoplanetu a její hostitelskou hvězdu. Aktuální seznam vlastních jmen hvězd publikuje IAU.
V posledních několika staletích byl malý počet hvězd pojmenován také po jednotlivých lidech. Existují asi dvě desítky hvězd, které mají historická jména nebo které byly pojmenovány na počest astronomů, například Barnardova hvězda a Kapteynova hvězda. Kromě toho má mnoho hvězd katalogová označení, která obsahují jméno jejich sestavovatele nebo objevitele. Patří sem například Gliese, Wolf, Ross, Bradley, Piazzi, GLacaille, Struve, Groombridge, Lalande, Krueger, Mayer, Gould, Luyten a další. Například hvězdu Wolf 359 objevil a katalogizoval Max Wolf. 
Na základě kampaně NameExoWorlds schválila IAU v roce 2019 jméno Absolutno (podle Čapkova románu Továrna na absolutno) pro hvězdu XO-5 v souhvězdí Rysa a jméno příslušné exoplanety XO-5b na Makropulos.
Zajímavou informaci o vlastních jménech hvězd zveřejnili Paul Kunitzsch a Tim Smart ve své knize A Dictionary of Modern Star Names,, kde v příloze uvádějí, že od vydání publikace Antonína Bečváře Atlas Coeli se objevilo 14 podivných jmen hvězd, z nichž 12 dosud uniká veškerému úsilí o jejich vysvětlení. Kunitzsch se pokoušel více než 15 let získat informace o metodách práce dr. Bečváře a o jeho zdrojích při přípravě Atlasu Coeli. Kontaktoval množství astronomů v České republice a na Slovensku s cílem najít jeho spolupracovníky, ale bez úspěchu. Po vydání Bečvářova atlasu v roce 1951 lze tato jména nalézt v různých dalších publikacích, ale bez uvedení zdrojů.

### Katalogové označení hvězd
S příchodem výkonnějších dalekohledů je vidět mnohem více hvězd – mnohem více, než by se dalo pojmenovat. Místo toho obdržely označení z různých katalogů hvězd a hvězdných map. Historických hvězdných katalogů bylo vytvořeno mnoho a nové hvězdné katalogy vznikají pravidelně s tím, jak se provádějí nové průzkumy oblohy. Starší katalogy buď přidělovaly každé hvězdě určité číslo, nebo používaly jednoduché systematické označení založené na souhvězdí, v němž hvězda leží – jako například starší Ptolemaiův Almagest z roku 150 a as-Súfího Kniha stálic v arabštině z roku 964. Rozmanitost používaných katalogů oblohy znamená, že většina jasných hvězd má v současnosti více označení. V roce 1540 vydal italský astronom Alessandro Piccolomini knihu De le Stelle Fisse (O stálých hvězdách), která obsahovala hvězdné mapy 47 souhvězdí, v nichž onačil hvězdy podle magnitudy pomocí latinských písmen.
Cílem IAU je zajistit jednoznačnost přidělených názvů a označení. Všechna označení hvězd v moderních hvězdných katalozích začínají prefixem (např. SAO), kterou IAU udržuje celosvětově unikátní. Různé hvězdné katalogy pak mají různé konvence pro pojmenování toho, co následuje za zkratkou, ale moderní katalogy mají tendenci dodržovat soubor obecných pravidel pro používané formáty.
Bayerovo označení hvězd zavedl Johann Bayer ve svém atlase hvězd Uranometria z roku 1603. Obsahoval přibližně 1 500 nejjasnějších hvězd a byl prvním velkým tištěným hvězdným atlasem a jedním z nejvlivnějších nebeských atlasů v historii. V tomto atlase je hvězda označena malým písmenem řecké abecedy, za nímž následuje latinský název jejího mateřského souhvězdí, přičemž jméno souhvězdí je ve 2. pádu (například α Canis Majoris, δ Leonis, ε Geminorum). Kromě toho se často používá třípísmenná zkratka souhvězdí, například: α And (Alpha Andromedae), α Cen (Alpha Centauri). Po přiřazení všech čtyřiadvaceti řeckých písmen se používají velká a malá písmena latinky, například R Dor (R Doradus), s Car (s Carinae).
S rostoucí rozlišovací schopností dalekohledů se ukázalo, že četné hvězdy, které byly při sledování pouhým okem považovány za jeden objekt, jsou vícenásobné hvězdné systémy (fyzické nebo optické). To vedlo ke třetí modifikaci označení, kdy byly přidány číselné horní indexy, aby se tyto dříve nerozlišené hvězdy odlišily. Příkladem jsou Theta Sagittarii (θ Sgr), později rozlišené jako Theta¹ Sagittarii (θ¹ Sgr), která je vlastně sama ještě dvojhvězdou, a Theta² Sagittarii (θ² Sgr).
Flamsteedovo označení hvězd je podobné Bayerovu označení, jen místo písmen se používají čísla a následuje latinský genitiv jména souhvězdí, ve kterém hvězda leží. Příkladem jsou 51 Pegasi a 61 Cygni. Tento způsob označování hvězd se poprvé objevil v předběžné verzi knihy Johna Flamsteeda Historia Coelestis Britannica v roce 1712. V katalogu je zapsáno asi 2 500 hvězd. Flamsteedovo označení se používá hlavně v případech, kdy neexistuje žádné Bayerovo označení, nebo když Bayerovo označení používá číselné horní indexy, jako například u Rho¹ Cancri (55 Cancri).
Bayer a Flamsteed vzájemně pokryli jen několik tisíc hvězd. V modernější době se začaly tvořit tzv. celooblohové katalogy, které se snaží evidovat všechny viditelné hvězdy na obloze. Hvězd rozlišitelných dalekohledy 21. století jsou však stovky miliard, takže je to nesplnitelný cíl. U tohoto druhu katalogu se tak obvykle evidují hvězdy podle určitých vlastností, například hvězdy jasnější než určitá hvězdná velikost nebo hvězdy do určité vzdálenosti od Slunce apod.
Jedny z prvních moderních velkých katalogů hvězd byly publikovány postupně v letech 1852 až 1896. Jedná se o Bonner Durchmusterung (katalogové označení BD), který se zaměřil především na severní hvězdnou oblohu a původně zahrnoval 320 000 hvězd do přibližné zdánlivé hvězdné velikosti 9,5. Příkladem označení je BD−16°1591, což je hvězda známá jako Sirius. Následně se v roce 1886 dočkal katalog rozšíření o část jižní hvězdné oblohy – katalog Südliche Durchmusterung (SD). Katalog byl doplněn mapami s vyznačením poloh hvězd a stal se základem pro katalogy Astronomische Gesellschaft Katalog (AGK) a Smithsonian Astrophysical Observatory Star Catalog (SAO) ve 20. století. V roce 1892 byl doplněn o katalog Cordoba Durchmusterung (CD) obsahující 580 000 hvězd zbytku jižní oblohy.
Většina moderních katalogů je vytvářena pomocí počítačů s využitím vysoce citlivých dalekohledů s vysokým rozlišením a v důsledku toho popisuje poměrně velké množství objektů. Například Guide Star Catalog II (GSC) obsahuje záznamy o více než 18 milionech hvězd. Objekty v těchto katalozích jsou obvykle lokalizovány s velmi vysokým rozlišením a přiřazují se jim označení na základě jejich polohy na obloze nebo na základě určitého interního čísla regionu, odkud průzkum oblohy pochází. Například pro hvězdu Vega existuje v moderních katalozích přes 60 různých označení, pro příklad: 
- 2MASS J18365633+3847012, kde prefix 2MASS označuje, že objekt pochází z průzkumu Two Micron All-Sky Survey, a ostatní znaky označují nebeské souřadnice (epocha "J2000", rektascenze 18h36m56.33s, deklinace +38°47′01.2″)
- USNO-B1.0 1287-00305764, což je označení v katalogu USNO-B1.0 vytvořeném United States Naval Observatory
- TYC 3105-2070-1, označení v katalogu Tycho-2
- HIP 91262, označení v katalogu Hipparcos

### Proměnné hvězdy
Proměnným hvězdám se obvykle přiřazuje označení podle schématu, které je založeno na variantě Bayerova formátu označení, přičemž identifikační značka předchází latinskému genitivu názvu souhvězdí, v němž hvězda leží. Identifikační značka může být jedno nebo dvě latinská písmena nebo písmeno "V" plus číslo (např. V399). Příklady: R Coronae Borealis, YZ Ceti, V838 Monocerotis. Hvězdy s existujícím Bayerovým označením s řeckými písmeny nedostávají nová označení. Mezinárodní astronomická unie pověřuje označováním proměnných hvězd Šternbergův astronomický institut v Moskvě, který vydává tzv. GCVS katalog.

### Kompaktní hvězdy
Pulzary a neutronové hvězdy s rychlou rotací se označují prefixem "PSR", což znamená Pulsating Source of Radio (pulzující rádiový zdroj). Například u pulsaru PSR B1913+16 čísla za prefixem označují jeho polohu: písmeno "B" odkazuje na epochu souřadnic, v daném případě rok 1950, a následuje rektascenze 19h13m pulsaru a deklinace 16°. Novější objevy pulsarů jsou označovány prefixem "J" pro epochu 2000, např. PSR J0737-3039. V některých případech se pro tentýž zdroj používají prefixy B i J.
Nepulzující neutronové hvězdy mají předponu "RX", např. RX J1856.5−3754, nebo "1E", za kterou následuje jejich katalogové číslo, např. neutronová hvězda 1E 161348-5055.
Černé díry nemají jednotnou konvenci pojmenování. Supermasivní černé díry dostávají označení podle galaxie, v jejímž jádru se nacházejí. Příkladem jsou NGC 821, Messier 87 (Virgo A), které odvozují své označení z NGC katalogu či Messierova katalogu. Jiné černé díry, například Cygnus X-1, jsou označovány podle souhvězdí a pořadí, v němž byly objeveny. Velké množství černých děr je označeno polohou na obloze a předponou přístroje nebo průzkumu, který je objevil, například kvazar SDSS J114816.64+525150.3 objevený během průzkumu Sloan Digital Sky Survey či RX J1131-1231, pozorovaný rentgenovou observatoří Chandra.

### Supernovy a novy
Objev supernovy je hlášen Centrálnímu úřadu IAU pro astronomické telegramy (CBAT) a automaticky je jí přiděleno předběžné označení na základě souřadnic objevu. Trvalé označení supernovy je pak tvořeno standardní předponou "SN", rokem objevu a latinským písmenem označujícím pořadí objevu v daném roce – např. SN 1987A byla první objevenou supernovou v roce 1987. Prvních 26 supernov v roce má na konci označení velké písmeno od A do Z. Poté následují "aaa", "aab" a tak dále (poprvé k tomu došlo v letech 2015-2016). Například SN 2023ixf byla jednou z nejjasnějších, které byly v poslední době pozorovány. 
Od roku 1885 bylo zaznamenáno několik tisíc supernov. V posledních letech si několik projektů objevů supernov ponechalo své vzdálenější objevy supernov pro vlastní sledování a neoznámilo je CBAT. Počínaje rokem 2015 CBAT proto omezil své úsilí o publikování přidělených označení typizovaných supernov a některé náhradní služby nezávisle na CBAT poskytuje Astronomický telegram (ATel), což je internetová služba pro rychlé šíření informací o nových astronomických pozorováních.
Čtyři historické supernovy jsou známy pouze podle roku, kdy k nim došlo: SN 1006 (nejjasnější hvězdná událost, která kdy byla zaznamenána), SN 1054 (jejímž pozůstatkem je Krabí mlhovina a Krabí pulsar), SN 1572 (Tychonova nova) a SN 1604 (Keplerova supernova).
Díky technologickému pokroku a nárůstu pozorovací doby na počátku 21. století byly IAU každoročně hlášeny stovky supernov, přičemž v roce 2007 jich bylo katalogizováno více než 500. Od té doby se počet nově objevených supernov zvýšil na tisíce ročně, například v roce 2019 bylo hlášeno téměř 16 000 pozorování supernov, z nichž více než 2 000 bylo pojmenováno CBAT.
Novy jsou zpočátku označovány s prefixem "Nova" následovaného latinským názvem souhvězdí v němž byla objevena (v genitivu) a s připojením letopočtu roku, v němž vzplanuly – např. Nova Persei 1901, Nova Cygni 1974. Toto jméno může být případně zkráceno tak, že místo slova nova se použije jen písmeno "N", následované mezinárodní zkratkou souhvězdí a letopočtem (např. N Per 1901).
Oficiální trvalé jméno je obvykle brzy přiděleno podle Generálního katalogu proměnných hvězd (GSVC) s využitím formátu GCVS pro pojmenování proměnných hvězd, např. nova označená V1668 Cygni. Pokud je v jednom roce v souhvězdí objevena více než jedna nova, připojuje se číselná přípona, např. tedy Nova Sagittarii 2011 #2, Nova Sagitarii 2011 #3 atd.
Pravděpodobný počet nov v Mléčné dráze je asi 40 ročně, ale pozorovateli je objevováno jen asi 10 ročně.

## Souhvězdí
Souhvězdí jsou výrazné skupiny hvězd, které dávné generace ve svých představách spojovaly do tvaru zvířat,lidí, hrdinů, bohů. Po celém světě se setkáváme s různými názvy souhvězdí, které vznikly již dávno, a všechny jsou zajímavé a pomáhají pochopit využívání oblohy ve společnostech lidí, kteří je vytvořili. Různé kultury a národy uspořádání hvězd na obloze interpretovaly do vlastních souhvězdí, z nichž některá přetrvala až do počátku 20. století, než byla souhvězdí mezinárodně uznána. Uznávání souhvězdí se v průběhu času výrazně měnilo protože historičtí astronomové rozdělovali noční oblohu do souhvězdí podle toho, jaké vzory na ní vnímali. Mnohá souhvězdí se měnila ve velikosti nebo tvaru. Pojmenování souhvězdí také pomáhalo astronomům a navigátorům snadněji identifikovat hvězdy.
Zpočátku tak byly definovány pouze tvary obrazců, názvy a čísla souhvězdí se na jednotlivých hvězdných mapách lišily. Přestože z vědeckého hlediska nemají souhvězdí žádný význam, poskytují lidem, včetně astronomů, užitečné referenční body na obloze. V roce 1922 IAU oficiálně přijala moderní seznam 88 souhvězdí a v roce 1928 přijala oficiální hranice souhvězdí, které dohromady pokrývají celou nebeskou sféru. Některé astronomické katalogy zahrnují název souhvězdí, v němž se daný nebeský objekt nachází, také pro vyjádření přibližné polohy na obloze.
Podle IAU má každé z 88 souhvězdí přesně stanovené hranice a latinský název, pocházející většinou z řecké mytologie (na severní obloze). Název je stanoven ve dvou tvarech: nominativ (např. Scorpius), který se používá, když se mluví o samotném souhvězdí, a genitiv (např. Scorpii), který se používá v názvech hvězd. Každé souhvězdí má také tříznakovou zkratku latinského názvu (např. Sco). Kromě latinského názvu souhvězdí má většina zemí také jejich překlad do svého mateřského jazyka .. Mimo oficiálně uznávaných souhvězdí existují také skupiny hvězd, tzv. asterismy, které mohou sloužit jako pomůcka při vyhledávání méně výrazných souhvězdí nebo jejich částí, například tzv. Letní trojúhelník. 

## Galaxie
Stejně jako hvězdy nemá ani většina galaxií svá jména. Existuje několik výjimek, jako je např. naše galaxie Mléčná dráha, Galaxie v Andromedě, Velký a Malý Magellanův oblak, galaxie Větrník, galaxie Tykadla a další, ale většina z nich má prostě jen katalogové číslo. V 19. století ještě nebyla přesná povaha galaxií pochopena a první katalogy jednoduše seskupovaly otevřené hvězdokupy, kulové hvězdokupy, mlhoviny a galaxie. Například Messierův katalog eviduje celkem 110 objektů, a Galaxie v Andromedě má označení M31 a Vírová galaxie má označení M51. 
V moderních katalozích byly katalogizovány miliony galaxií a astronomové tak pracují s označením daného katalogu jako jsou např. katalogy NGC a IC, CGCG (Katalog galaxií a kup galaxií), MCG (Morfologický katalog galaxií), UGC (Uppsalský generální katalog galaxií) a PGC (Katalog hlavních galaxií, známý také jako LEDA). Všechny známé galaxie se objevují v jednom nebo více z těchto katalogů, ale pokaždé pod jiným číslem. Například galaxie Messier 109 (M109) má také označení NGC 3992, UGC 6937, CGCG 269-023, MCG +09-20-044 a PGC 37617 (nebo LEDA 37617). Miliony slabších galaxií jsou známy pod svými identifikátory v přehlídkách oblohy, jako je např. SDSS, IRAS, 2MASS apod. Označení galaxií v těchto moderních katalozích je tak analogické označení jiných astronomických objektů, např. IRAS 11549+5339 je jiné katalogové označení galaxie M109.
Kromě vlastních jmen nejznámějších galaxií mají přiřazena jména i některé skupiny či kupy galaxií, většinou po svých objevitelech nebo po souhvězdích, kde se nachází. Mezi nejznámější patří např. Místní skupina galaxií, Kupa galaxií v Panně, Seyfertův sextet, Stephanův kvintet, Laniakea, Bullet Cluster, Abell 520 apod.

## Planety
IAU je arbitrem v oblasti názvosloví planet a jejich satelitů od svého založení v roce 1919. Nejjasnější planety na obloze byly pojmenovány již v dávných dobách. Moderní názvy jsou převzaty z latinských názvů, které jim dali Římané podle bohů: Merkur, Venuše, Mars, Jupiter a Saturn. Naše domovská planeta se v češtině nazývá Země, případně ekvivalentem v jazyce, kterým se mluví (například la Terre). Země, pokud se na ni pohlíží jako na naši mateřskou planetu, se někdy nazývá také latinským mytologickým názvem Terra. Tento název je rozšířen zejména ve vědeckofantastické literatuře nebo při popisu vlastností jiných planet podobných Zemi, kdy se používá označení Terestrická planeta. Podobně se používá označení "lunární" (pro pozemský Měsíc) nebo "joviální" (pro objekty podobné s Jupiterem). 
Latinská konvence pochází z používání tohoto jazyka jako mezinárodního vědeckého jazyka prvními moderními astronomy, jako byli Koperník, Kepler, Galileo, Newton a další, a byla používána po dlouhou dobu. Další dvě později objevené planety Uran a Neptun dostaly také jména z řeckých nebo římských mýtů, i když William Herschel, objevitel planety Uran v roce 1781, jí původně nazval Georgium Sidus (Jiříkova hvězda). 
Tato jména, odvozená z klasické mytologie, jsou považována za standardní pouze v západních kulturách. Astronomové ve společnostech, které mají pro planety jiné tradiční názvy, mohou tyto názvy ve vědecké diskusi používat. IAU například neodmítá, aby astronomové diskutující o Jupiteru v arabštině používali tradiční arabský název planety المشتري Al-Mushtarīy. 
Od roku 1801 byly objevovány planetky mezi Marsem a Jupiterem. Několik prvních (Ceres, Pallas, Juno, Vesta) bylo zpočátku považováno za planety. Jak jich bylo objevováno stále více, byly brzy zbaveny svého planetárního statusu. Naproti tomu Pluto byla v době svého objevu v roce 1930 považována za planetu, protože byla nalezena za Neptunem. 
Přibližně šedesát let po objevu Pluta začalo být objevováno mnoho velkých transneptunických objektů (TNO). Podle kritérií klasifikace těchto objektů Kuiperova pásu (KBO) a po objevu plutoidu Eris je Pluto prostě jedním ze dvou největších známých transneptunických objektů – trpasličích planet – nesoucí označení 134340 Pluto. Další známé trpasličí planety jsou např. Haumea, Makemake, Gonggong, Sedna, Quaoar.

### Exoplanety
První extrasolární planeta (zkráceně exoplaneta) kolem hvězdy podobné Slunci byla objevena až v roce 1995, což byl takový objev, že získal Nobelovu cenu za fyziku za rok 2019. K 30. květnu 2024 je v online Katalogu exoplanet uvedeno celkem 5 741 potvrzených exoplanet, včetně několika kontroverzních tvrzení z konce 80. let 20. století. 
Některé exoplanety dostaly vlastní jméno, např. Osiris, což je první známá exoplaneta u které byl pozorován pokles jasnosti její hvězdy způsobený přechodem planety přes disk hvězdy. Většina exoplanet se ovšem označuje vědeckým názvem, který vychází z pravidel IAU pro pojmenování dvojhvězdných a vícenásobných hvězdných systémů. Tento název obsahuje katalogové označení jejich hostitelské hvězdy, např. pro Osiris je to HD 209458, a dále je katalogové označení hvězdy následovano malým písmenem: HD 209458 b. První planeta objevená v systému je označena písmenem "b" (hostitelská hvězda je považována za "a"), druhá planeta písmenem "c" atd. Pořadí malých písmen značí pořadí objevu exoplanet, nikoli jejich vzdálenost od hostitelské hvězdy. 
V jiných případech označení exoplanety odráží historicky zakořeněnou konvenci pojmenování jejich hostitelských hvězd v určitém souhvězdí, např. 51 Pegasi b, což je označení první exoplanety objevené kolem hvězdy slunečního typu. Přesto neexistuje žádná jednotná konvence pro pojmenování exoplanet. Exoplaneta PSR B1957+20b byla vůbec první objevenou exoplanetou kolem pulsaru PSR B1957+20. Další příklady označení exoplanet jsou: Ross 128 b, K2-137 b, EPIC 246393474 b, TRAPPIST-1g nebo Gliese 667 Cc.
Některá označení exoplanet často vycházejí z přístroje, který je objevil, jako například planeta Kepler-440b (pojmenovaná podle kosmického dalekohledu NASA Kepler), planeta CoRoT-7b (pojmenované podle sondy COnvection ROtation and planetary Transits (COROT) nebo planeta Qatar-4b (pojmenovaná podle mezinárodní průzkum exoplanet Qatar Exoplanet Survey). Číslo v označení každé planety odkazuje na pořadí detekce nebo identifikace extrasolárního systému v datech přístroje. Pokud exoplaneta obíhá kolem dvojhvězdného systému, jako je např. Kepler-34(AB), tak označení exoplanety má tvar Kepler-34(AB)b.
V rámci kampaně NameExoWorlds schválila IAU v roce 2019 pro Českou republiku jméno Makropulos pro exoplanetu XO-5b, přičemž IAU v kampaních pokračuje i nadále.

### Přirozené satelity planet
Přirozený satelit Země se česky nazývá Měsíc nebo ekvivalentně v jazyce, kterým se mluví. Někdy se přejímá i latinský název Luna. Označení měsíc (s malým "m") se používá pro přirozené satelity obecně, aby se odlišil obecný pojem od Měsíce.
Pojmenovávání měsíců je od roku 1973 odpovědností výboru pro názvosloví planetárních systémů Mezinárodní astronomické unie. Tento výbor je dnes známý jako Pracovní skupina pro názvosloví planetárních systémů (WGPSN).
Měsíce planet a planetek Sluneční soustavy jsou často pojmenovány, stejně jako jejich planety, podle mytologických postav souvisejících se jménem jejich mateřského tělesa, například Fobos a Deimos, dvojčata boha Arés (Mars), nebo galileovské měsíce Io, Europa, Ganymedes a Callisto, čtyři družky Dia (Jupiter). Měsíce Uranu jsou naopak pojmenovány podle postav z děl Williama Shakespeara nebo Alexandra Popea, například Umbriel nebo Titania. V zájmu internacionalizace jmen jsou nyní povolena i jména z jiných mytologií (např. galské, inuitské a severské).
Když jsou měsíce objeveny poprvé, dostávají prozatímní označení začínající znaky "S/", například "S/2010 J 2" (druhý nový měsíc Jupiteru objevený v roce 2010) nebo "S/2003 S 1" (první nový satelit Saturnu objevený v roce 2003). Počáteční "S/" znamená "satelit" a odlišuje se od předpon jako "D/", "C/" a "P/", které se používají pro komety. Označení "R/" se používá pro planetární prstence. Písmeno následující za kategorií a rokem označuje planetu (Jupiter, Saturn, Uran, Neptun, Mars, Venuše, Pluto; "E" je pro Zemi a "H" pro Merkur).
Když je satelit potvrzen, objevitel navrhne konečné jméno. Po několika měsících nebo letech, kdy se potvrdí existence nově objevené družice a vypočítá se její oběžná dráha, se zvolí trvalé jméno, které nahradí dočasné označení "S/". U měsíců planet Sluneční soustavy se používá římský systém číslování, který vznikl s prvním objevem jiných přirozených satelitů než Měsíc. Čísla víceméně odrážejí pořadí objevu, až na předchozí historické výjimky. Tak např. měsíc Farbauti planety Saturn byl nejprve označen "S/2004 S 9" a následně získal trvalé označení "Saturn XL".
Pokud se objekt nachází v okolí menší planety, používá se identifikátor s číslem této planety v závorce. Takto byl např. měsíc planetky 243 Ida Daktyl nejprve označen "S/1993 (243) 1". Po potvrzení a pojmenování se z něj stal (243) Ida I Dactyl. Podobně čtvrtý satelit Pluta, Kerberos, objevený poté, co bylo Pluto zařazeno do kategorie trpasličích planet, byl označen jako S/2011 (134340) 1, nikoliv S/2011 P 1. V návaznosti na dřívější praxi dostanou satelity menších planet, pokud je to možné a vhodné, jména mytologických postav úzce související se jménem primární planety a naznačující jejich relativní velikost. Například binární transneptunické objekty srovnatelné velikosti by měly dostat jména dvojčat nebo sourozenců, což je v souladu se současnou zásadou používat jména bohů stvoření nebo podsvětí.

### Geologické a geografické útvary
Kromě pojmenování samotných planet, planetek a satelitů je třeba pojmenovat také jednotlivé geologické a geografické útvary těchto těles, jako jsou krátery, pohoří, sopky a albedové útvary na těchto planetách a satelitech. Názvy povrchových prvků jednotlivých těles je důležité jednoznačně identifikovat, aby bylo možné tyto prvky snadno lokalizovat, popsat a diskutovat o nich. Od vynálezu dalekohledu dávají astronomové názvy povrchovým útvarům, které rozeznali, zejména na Měsíci a Marsu. Planetární útvary jsou pojmenovány pouze v případě, že členové odborné vědecké komunity mají konkrétní vědeckou potřebu pojmenovat útvar planetárního povrchu. Mezinárodní astronomická unie (IAU) je arbitrem v oblasti názvosloví planet a jejich satelitů od svého organizačního setkání v roce 1919 v Bruselu. Tehdy jmenovaná komise měla za úkol urovnat chaotické označení útvarů na Měsíci a Marsu, jež bylo v té době v platnosti. 
V počátcích bylo možné na jiných tělesech Sluneční soustavy (než na Měsíci) pozorovat jen velmi omezený počet prvků. Krátery na Měsíci bylo možné pozorovat již některými z prvních dalekohledů a dalekohledy 19. století dokázaly rozeznat některé útvary na Marsu. Jupiter měl svou slavnou Velkou rudou skvrnu, která byla viditelná i prvními dalekohledy. Zpráva Marry Blaggové a astronoma českého původu Karla Mullera z roku 1935 byla prvním systematickým soupisem měsíční nomenklatury. Později byl pod vedením Gerarda P. Kuipera publikován The System of Lunar Craters, quadrants I, II, III, IV. Tyto práce byly přijaty IAU a staly se uznávanými zdroji měsíčního názvosloví.
V planetárním názvosloví se používá celá řada standardizovaných popisných názvů (deskriptorů) útvarů. Všechny názvy planetárních útvarů uznávané IAU kombinují jeden z těchto názvů s případným jedinečným identifikačním názvem. Konvence, které rozhodují o přesnějším názvu, závisí na tom, na jakém planetárním tělese se daný útvar nachází, ale standardní deskriptory jsou obecně společné pro všechna astronomická planetární tělesa. Některé názvy mají dlouhou historii historického používání, ale nové musí být uznány pracovní skupinou IAU pro nomenklaturu planetárních soustav, protože útvary jsou mapovány a popisovány novými planetárními misemi. To znamená, že v některých případech se názvy mohou měnit, jakmile jsou k dispozici nové snímky, nebo v jiných případech se široce přijaté neformální názvy mění v souladu s nově zaváděnými pravidly. Standardní popisné názvy jsou voleny tak, aby se vědomě vyhnuly interpretaci příčiny daného útvaru, ale aby popisovaly pouze jeho vzhled
Věk kosmických sond a nových teleskopů však přinesl snímky různých těles Sluneční soustavy s vysokým rozlišením a bylo nutné navrhnout normy pro pojmenování prvků, které na nich byly pozorovány. V roce 2023 bylo více než 16 000 oficiálně schválených názvů označujících různé povrchové prvky nebeských těles ve Sluneční soustavě. Například na Venuši mají všechny útvary (až na tři) ženská jména, většinou po bohyních a historických nebo mytologických ženách. Každý název se váže na konkrétní cílovou planetu nebo měsíc a typ útvaru, jako je satelitní útvar, kráter nebo albedový útvar. Například název útvaru Arabia odkazuje konkrétně na albedový útvar na Marsu.
Satelitní útvarové prvky mají nejvyšší četnost přiřazených názvů napříč nebeskými tělesy, v roce 2023 bylo schváleno více než 7 100 jedinečně pojmenovaných případů. Měsíc obsahuje celkem přes 9 000 pojmenovaných prvků, přičemž nejčastějším typem jsou krátery s více než 1 600 pojmenovanými prvky. Krátery tvoří také většinu pojmenovaných útvarů na Marsu, kde je více než 1 100 jednoznačně pojmenovaných kráterů. Zajímavé je, že více než 130 kráterů má na obou nebeských tělesech shodná jména, např. krátery Galle, McLaughlin a Isis. S tisíci pojmenovaných útvarů jen na Měsíci a Marsu vznikají také značné nejasnosti. Například Mare Australe je rozsáhlá tmavá pláň na Měsíci, ale je to také název albedového útvaru na Marsu. 
Česká republika má ve vesmíru několik desítek objektů pojmenovaných po význačných českých osobnostech. Co se týká útvarů, tak např. na Měsíci existují krátery se jmény Anděl, Nušl, Purkyně, Dvořák a mnoho dalších.

## Planetky (asteroidy)
Podle údajů Pracovní skupiny pro nomenklaturu malých těles (WGSBN), která má na starost přidělování jmen planetkám a kometám, je již (červen 2024) zaregistrováno přes 24 500 jmen planetek. Zpočátku se jména planetek řídila stejným vzorem jako jména ostatních planet: jména z řeckých nebo římských mýtů, přičemž se dávala přednost ženským jménům. Když bylo v roce 1898 objeveno první těleso, které překročilo oběžnou dráhu Marsu, byla navržena jiná volba a byl zvolen název (433) Eros. To odstartovalo model ženských jmen pro tělesa hlavního pásu a mužských jmen pro tělesa s neobvyklými oběžnými drahami.
V průběhu let docházelo k dalším a dalším objevům, a tak byl tento systém nakonec uznán za nedostatečný a byl navržen nový. V současné době je za pojmenování menších planet zodpovědná pracovní skupina WGSBN, jejíž ředitelkou je česká astronomka Jana Tichá z observatoře Kleť.
Menším planetám, které byly pozorovány alespoň dvě noci a které nelze ztotožnit s existujícím nebeským objektem, Centrum pro malé planety (MPC) zpočátku přiděluje prozatímní označení (obsahující rok a pořadí objevu v rámci tohoto roku). Když je získáno dostatečné množství pozorování téhož objektu, aby bylo možné vypočítat spolehlivou dráhu, přidělí Minor Planet Center pořadové číslo k označení malé planety.
Po přidělení označení má objevitel možnost navrhnout vlastní jméno, které, pokud je IAU přijato, nahradí předběžné označení. Tak například planetka (31238) Kroměříž, objevená českými astronomy, dostala předběžné označení 1998 DT1 a vlastní jméno dostala až v roce 2006. Název se stává oficiálním po zveřejnění v Bulletinu WGSBN se stručnou citací vysvětlující jeho význam. To může být několik let po prvním pozorování, nebo v případě "ztracených" planetek může trvat i několik desetiletí, než jsou znovu spatřeny a je jim konečně přiděleno označení, jak se stalo např. u planetky Hermes. 
Pokud menší planetka zůstane nepojmenována deset let poté, co jí bylo přiděleno označení, právo na její pojmenování mají i identifikátoři různých pozorování objektu, objevitelé při jiných než oficiálních pozorováních, pozorovatelé, jejichž pozorování významně přispěla k určení dráhy, nebo zástupci observatoře, na které byl oficiální objev učiněn. WGSBN má právo jednat samostatně při pojmenování menší planety, což se často stává, pokud je číslo přidělené tělesu rovno celé tisícovce.
Databáze oběžných drah (MPCORB) Střediska pro malé planety (MPC) používá komprimovaný tvar pro označení všech provizorně označených malých planet. Zvláštnosti, které se vyskytují v provizorních označeních nových objektů, již v tomto systému označení neexistují. Komprimovaný tvar má několik výhod: označení je vždy stejně dlouhé (7 alfanumerických znaků) a jednoduchým tříděním je možné získat pořadí, v němž byla tělesa objevena (nahlášena). Příkladem takového označení je "J96T05A" (126. planetka objevená v době od 1. do 15. října 1996), což je ve skutečnosti planetka 31058 (1996 TA5).
V posledních letech objevily automatické vyhledávací systémy jako LINEAR nebo LONEOS tolik tisíc nových planetek, že WGSBN oficiálně omezila jejich pojmenování na maximálně dvě jména na jednoho objevitele za dva měsíce. Převážná většina v současnosti objevených planetek tak nemá přidělena oficiální jména. Podle údajů Minor Planet Centra  z června 2024 bylo objeveno 1 364 189 planetek.
Podle pravidel IAU musí být jména planetek snadno vyslovitelná, nejlépe jednoslovná (např. (7742) Altamira), i když jsou možné výjimky (např. Český Krumlov)), a od roku 1982 je počet znaků včetně mezer a pomlček omezen na maximálně 16. Písmena s diakritikou jsou akceptována, ačkoli v angličtině se diakritická znaménka v běžném použití obvykle vynechávají. Planetka 4090 Říšehvězd je planetka s největším počtem diakritických znamének. Vojenští a političtí představitelé jsou nevhodní, pokud nejsou mrtví alespoň 100 let. Jména domácích zvířat se nedoporučují, ale existují některá z minulosti. Nepřijímají se jména osob, firem nebo výrobků známých pouze díky úspěchu v podnikání, ani názvy, které připomínají reklamu.
Pro poměrně obyčejné planetky lze používat i svérázné názvy (např. 26858 Misterrogers nebo 274301 Wikipedia), ale u planetek patřících do určitých dynamických skupin se očekává, že se budou řídit přísněji definovanými názvy.
- Blízkozemní objekty (např. Itokawa (planetka)) dostávají mytologická jména, s výjimkou těch, která souvisejí se stvořením nebo podsvětím, zatímco vzdálenější planetky skupiny Amor (s perihelem větším než 1,15 au) mohou dostávat nemytologická jména.
- Jupiterovy Trojáni jsou pojmenovány podle postav legendární Trojské války. Planetky v Lagrangeově bodě L4 jsou pojmenovány po řeckých postavách (např. 588 Achilles), zatímco planetky v bodě L5 jsou pojmenovány po Trójanech (např. (617) Patroclus). Menší Jupiterovy Trojáni s absolutní hvězdnou velikostí slabší než 12 (v pásmu V) mohou být pojmenovány po olympijských sportovcích.[57][65]
- Kentauři (jako např. 2060 Chiron), kteří křižují dráhu obřích planet nebo se k nim přibližují, ale nejsou ve stabilizační rezonanci, jsou pojmenováni podle Kentaurů, tvorů z řecké mytologie.
- Neptunovi trojáni (objekty v orbitální rezonanci 1:1 s Neptunem, jako například 385571 Otrera) jsou pojmenovány po Amazonkách, přičemž se nerozlišuje mezi objekty v bodech L4 a L5.[57][66]
- Plutina (jako např. 90482 Orcus) jsou pojmenovány podle mytologických postav spojených s podsvětím.
- Jiné transneptunické objekty (např. 50000 Quaoar), včetně klasických objektů Kuiperova pásu, mají mytologická nebo bájná jména, ne nutně z řecké nebo římské mytologie – např. (486958) Arrokoth.

Český astronom Antonín Mrkos objevil 273 planetek z nichž několik desítek má česká vlastní jména.

## Komety
Názvy komet se v průběhu posledních dvou století lišily podle několika konvencí. Než byla přijata jakákoli systematická konvence pro pojmenování, byly komety pojmenovávány různými způsoby a v důsledku toho má mnoho komet více než jedno jméno. Nejjednodušší systém pojmenovává komety podle roku, ve kterém byly pozorovány (např. Velká kometa z roku 1680). Později vznikla konvence používání jmen osob spojených s objevem (např. kometa Hale–Bopp) nebo první podrobnou studií každé komety (např. Halleyova kometa nebo kometa 2P/Encke).
Na počátku 20. století se vžila konvence pojmenovávat komety podle jejich objevitelů, která přetrvává dodnes. Kometa se pojmenovává podle svých prvních nezávislých objevitelů, a to maximálně třemi jmény, oddělenými pomlčkami, např. kometa 45P/Honda-Mrkos-Pajdušáková. IAU preferuje připisování maximálně dvou objevitelů a více než tři objevitele připisuje pouze v případě, kdy jsou pojmenované ztracené komety ztotožňovány se znovu objevenou kometou, která již dostala nové jméno.
Během dvacátého století vedly zdokonalené technologie a specializovaná pátrání k masivnímu nárůstu počtu objevů komet, což vedlo k vytvoření schématu číselného označení. V posledních letech bylo také mnoho komet objeveno přístroji, které obsluhují velké týmy astronomů, a v takovém případě mohou být komety pojmenovány podle přístroje – například kometa IRAS-Araki-Alcock (C/1983 H1) byla objevena nezávisle na sobě družicí IRAS a amatérskými astronomy Genichim Arakim a Georgem Alcockem. Kometa 105P/Singer Brewster, objevená Stephenem Singerem-Brewsterem, by se měla správně jmenovat "105P/Singer-Brewster", ale to by mohlo být chybně interpretováno jako společný objev dvou astronomů, proto byla pomlčka nahrazena mezerou. Mezery, apostrofy a další znaky ve jménech objevitelů jsou zachovávány v názvech komet, jako například 32P/Comas Solà, 6P/d'Arrest, 53P/Van Biesbroeck, Comet van den Bergh (1974g), 66P/du Toit,[32] nebo 57P/du Toit-Neujmin-Delporte.
Až do roku 1994 se komety nejprve označovaly provizorním označením, které se skládalo z roku objevu a malého písmene označujícího pořadí objevu v daném roce (například kometa 1969i (Bennett) byla devátou kometou objevenou v roce 1969). Jakmile byla kometa pozorována v perihéliu a byla stanovena její dráha, dostala trvalé označení sestávající z roku jejího perihelia, za kterým následovala římská číslice označující pořadí průchodu perihelem v daném roce, takže z komety 1969i se stala kometa 1970 II (byla druhou kometou, která prošla perihelem v roce 1970). V roce 1987 bylo objeveno více než 26 komet, proto byla opět použita abeceda s číselným indexem, jako se to podobně dodnes dělá u planetek (příkladem je kometa Skoričenko-George, 1989e1). Rekordním rokem byl rok 1989, který se dostal až na 1989h1. 
Systém označení používaný pro komety byl před rokem 1995 složitý. Pokud za rokem následovala mezera a pak římská číslice (označující pořadí objevu), např. kometa 1975 I (85P/Boethin), mohly se objevit potíže, když bylo třeba zařadit objekt mezi předchozí objevy. V roce 1994 IAU schválila nový systém označování, který vstoupil v platnost 1. ledna 1995. Komety se nyní označují rokem objevu, za nímž následuje písmeno označující půlměsíc objevu (A označuje první polovinu ledna, B druhou polovinu ledna, C první polovinu února, D druhou polovinu února atd.) a číslo udávající pořadí objevu. Pro příklad: čtvrtá kometa objevená v druhé polovině února 2006 by byla označena 2006 D4. Přidávají se také předpony označující povahu komety: "P/" označuje periodickou kometu, "C/" neperiodickou kometu, "X/" kometu, pro kterou nelze vypočítat spolehlivou dráhu (typicky komety popsané v historických kronikách), "D/" označuje kometu, která se rozpadla nebo byla ztracena, a "A/" označuje objekt, který byl zpočátku považován za kometu, ale později byl překlasifikován na planetku (z C/2017 U1 se stala A/2017 U1, a nakonec 1I/ʻOumuamua). 
Objekty na hyperbolických drahách, které nevykazují kometární aktivitu, dostávají rovněž označení "A/" (např. A/2018 C2, z níž se po zjištění kometární aktivity stala C/2018 C2 (Lemmon)). Periodické komety mají také číslo udávající pořadí jejich objevu. Bennettova kometa tak má systematické označení C/1969 Y1. Halleyova kometa, první kometa, která byla identifikována jako periodická, má systematické označení 1P/1682 Q1. Systematické označení komety Hale-Bopp je C/1995 O1. Slavná kometa Shoemaker-Levy 9 byla devátou periodickou kometou, kterou společně objevili Carolyn Shoemakerová, Eugene Shoemaker a David Levy, ale její systematické jméno je D/1993 F2 (byla objevena v roce 1993 a předpona "D/" je použita, protože byl pozorován její náraz do Jupiteru).
Některé komety byly nejprve spatřeny jako planetky a podle toho dostaly dočasné označení, než byla později objevena kometární aktivita. To může vést k některým zvláštním názvům, jako je např. 227P/Catalina–LINEAR , jejíž alternativní název je 227P/2004 EW38 (Catalina-LINEAR), odvozený z původního prozatímního označení planetky 2004 EW38. Existuje také několik objektů, které jsou křížově uvedeny jako komety i asteroidy, např. 2060 Chiron (95P/Chiron),
Několik komet má jméno po významných českých astronomech, kteří se podíleli na jejich objevech, např. 18D/Perrine–Mrkos, 45P/Honda–Mrkos–Pajdušáková, 124P/Mrkos, 143P/Kowal–Mrkos, 76P/West-Kohoutek-Ikemura, 75D/Kohoutek, 196P/Tichý